# Cardamine amaraeformis
Cardamine amaraeformis är en korsblommig växtart som beskrevs av Takenoshin Nakai. Cardamine amaraeformis ingår i släktet bräsmor, och familjen korsblommiga växter. Inga underarter finns listade i Catalogue of Life.